# 정칙 범주
범주론에서 정칙 범주(正則範疇, 영어: regular category)는 모든 유한 극한을 갖고, 모든 사상을 그 치역으로의 전사 사상과 치역에서 공역으로 가는 단사 사상으로 유일하게 분해할 수 있는 범주이다.

## 정의

### 정칙 사상
범주 {\displaystyle {\mathcal {C}}}에서, 어떤 두 사상 {\displaystyle f,g\colon X\to Y}의 쌍대 동등자
{\displaystyle \operatorname {coeq} \{f,g\}\colon Y\to Q}
로 나타낼 수 있는 사상을 정칙 전사 사상(영어: regular epimorphism)이라고 한다. 정칙 단사 사상은 (쌍대 극한이므로) 항상 단사 사상이다.
마찬가지로, 범주 {\displaystyle {\mathcal {C}}}에서, 어떤 두 사상 {\displaystyle f,g\colon X\to Y}의 동등자
{\displaystyle \operatorname {eq} \{f,g\}\colon K\to X}
로 나타낼 수 있는 사상을 정칙 단사 사상(영어: regular monomorphism)이라고 한다. 정칙 단사 사상은 (극한이므로) 항상 단사 사상이다.

### 유효 사상
사상 {\displaystyle f\colon X\to Y}가 스스로와의 당김
{\displaystyle \pi _{1},\pi _{2}\colon X\times _{Y}X\to X}
을 가지며, {\displaystyle \pi _{1},\pi _{2}}의 쌍대 동등자가 {\displaystyle f}와 같다면, {\displaystyle f}를 유효 전사 사상(영어: effective epimorphism)이라고 한다. 유효 전사 사상은 정의에 따라 정칙 전사 사상이다. 이와 같은 스스로와의 당김은 핵쌍(영어: kernel pair)이라고 하며, 대략 대수 구조에서의 합동 관계의 일반화로 생각할 수 있다. 즉, 유효 전사 사상은 "합동 관계"에 대한 "몫"으로의 사영 사상으로 생각할 수 있다.
사상 {\displaystyle f\colon X\to Y}가  스스로와의 밂
{\displaystyle \iota _{1},\iota _{2}\colon Y\to Y\sqcup _{X}Y}
을 가지며, {\displaystyle \iota _{1},\iota _{2}}의 동등자가 {\displaystyle f}와 같다면, {\displaystyle f}를 유효 단사 사상(영어: effective monomorphism)이라고 한다. 유효 단사 사상은 정의에 따라 정칙 단사 사상이다. 이 정의에서, {\displaystyle \iota _{1},\iota _{2}}의 동등자는 {\displaystyle f}의 "치역"으로 생각할 수 있다. 즉, 유효 단사 사상은 정의역과 치역 사이의 동형을 정의하는 단사 사상으로 생각할 수 있다.

### 정칙 범주
범주 {\displaystyle {\mathcal {C}}}가 다음 조건들을 만족시킨다면 정칙 범주라고 한다.
- 유한 완비 범주이다.
- 임의의 사상 {\displaystyle f\colon X\to Y}의 스스로에 대한 당김 {\displaystyle {\xleftarrow {\pi _{1}}}XX\times _{Y}X{\xrightarrow {\pi _{2}}}X}에 대하여, {\displaystyle \pi _{0},\pi _{1}\colon X\times _{Y}X\to X}의 쌍대 동등자가 존재한다. 이는 {\displaystyle f}의 핵쌍이라고 한다.
- 정칙 전사 사상의 당김은 정칙 전사 사상이다.

두 정칙 범주 사이의 정칙 함자 {\displaystyle F\colon {\mathcal {C}}\to {\mathcal {D}}}는 다음 조건을 만족시키는 함자이다.
- 유한 연속 함자이다. 즉, 유한 극한을 보존한다.
- 핵쌍의 쌍대 동등자를 보존한다.

작은 정칙 범주와 정칙 함자의 범주를 {\displaystyle \operatorname {RegCat} }라고 하자.

### 유효 정칙 범주
정칙 범주 {\displaystyle {\mathcal {C}}}가 다음 조건을 만족시킨다면, 유효 정칙 범주(영어: effective regular category) 또는 바 완전 범주(영어: Barr-exact category)라고 한다. (이는 퀼런 완전 범주와 관계없는 개념이다.)
- 임의의 대상 {\displaystyle X}가 주어졌으며, {\displaystyle X\times X}의 부분 대상 {\displaystyle r\colon Y\hookrightarrow X\times X}가 동치 관계를 이룰 때, {\displaystyle r}는 핵쌍으로부터 유도된다.

## 성질
정칙 범주 {\displaystyle {\mathcal {C}}}에서, 모든 정칙 전사 사상들의 모임 {\displaystyle \operatorname {RegEpi} ({\mathcal {C}})}과 단사 사상들의 모임 {\displaystyle \operatorname {Mono} ({\mathcal {C}})}은 분해계를 이룬다. 즉, 임의의 사상 {\displaystyle f\colon X\to Y}에 대하여,
{\displaystyle f=m\circ e}
인 정칙 전사 사상 {\displaystyle e\colon X\to Y'}과 단사 사상 {\displaystyle m\colon Y'\to Y}이 존재한다. {\displaystyle Y}의 부분 대상 {\displaystyle m}을 {\displaystyle f}의 치역이라고 한다.

### 정칙 사상
임의의 범주 속의 사상에 대하여, 다음 세 조건이 서로 동치이다.
- 정칙 전사 사상이자 단사 사상이다.
- 전사 사상이자 정칙 단사 사상이다.
- 동형 사상이다.

(반면, 임의의 범주에서는 전사 사상이자 단사 사상이지만 동형 사상이 아닌 사상이 존재할 수 있다.)
다음과 같은 포함 관계가 성립한다.
동형 사상 ⊆ 유효 단사 사상 ⊆ 정칙 단사 사상 ⊆ 강한 단사 사상 ⊆ 극단 단사 사상 ⊆ 단사 사상
동형 사상 ⊆ 분할 단사 사상 ⊆ 정칙 단사 사상 ⊆ 강한 단사 사상 ⊆ 극단 단사 사상 ⊆ 단사 사상
동형 사상 ⊆ 유효 전사 사상 ⊆ 정칙 전사 사상 ⊆ 강한 전사 사상 ⊆ 극단 전사 사상 ⊆ 전사 사상
동형 사상 ⊆ 분할 전사 사상 ⊆ 정칙 전사 사상 ⊆ 강한 전사 사상 ⊆ 극단 전사 사상 ⊆ 전사 사상
분할 단사 사상이 정칙 단사 사상인 이유는 분할 단사 사상 {\displaystyle f\colon X\to Y} 및 그 왼쪽 역사상 {\displaystyle r\colon Y\to X}이 주어졌을 때 {\displaystyle f=\operatorname {eq} \{f\circ r,\operatorname {id} _{Y}\}}이기 때문이다. 마찬가지로,
분할 전사 사상이 정칙 전사 사상인 이유는 분할 전사 사상 {\displaystyle f\colon X\to Y} 및 그 오른쪽 역사상 {\displaystyle s\colon Y\to X}이 주어졌을 때 {\displaystyle f=\operatorname {eq} \{s\circ f,\operatorname {id} _{X}\}}이기 때문이다.
어떤 범주에서 모든 사상 {\displaystyle f\colon X\to Y}의 스스로와의 당김 {\displaystyle X\times _{Y}X}이 존재한다면, 이 범주에서 정칙 전사 사상의 개념과 유효 전사 사상의 개념이 일치한다. 토포스(또는 더 일반적으로 준토포스)에서, 다음이 성립한다.
- 모든 전사 사상은 정칙 전사 사상이자 유효 전사 사상이다.
- 모든 단사 사상은 정칙 단사 사상이다.

아벨 범주에서, 모든 단사 사상은 정칙 단사 사상이다.

### 완전열
정칙 범주 {\displaystyle {\mathcal {C}}} 속에서, 짧은 완전열은 다음과 같은 꼴의 그림이다.
{\displaystyle N{\overset {\iota }{\underset {\iota '}{\rightrightarrows }}}X{\overset {q}{\to }}Q}
여기서
- {\displaystyle \{\iota ,\iota '\}}는 {\displaystyle q}의 핵쌍이다.

만약 {\displaystyle {\mathcal {C}}}가 추가로 아벨 범주라면, {\displaystyle N{\overset {\iota }{\underset {\iota '}{\rightrightarrows }}}X{\overset {q}{\to }}Q}가 (정칙 범주의) 짧은 완전열인 것은
{\displaystyle 0\to N{\overset {\iota -\iota '}{\to }}X{\overset {q}{\to }}Q\to 0}
가 (아벨 범주의) 완전열인 것과 동치이다.

### 정칙 논리
1차 논리에서 정칙 공식(영어: regular formula)은
- 명제 변수 {\displaystyle P_{1},P_{2},\dots }
- 논리곱 {\displaystyle \land }
- 존재 기호 {\displaystyle \exists }

만으로 나타낼 수 있는 공식이다. 정칙 논리는
{\displaystyle \forall x\colon (\phi (x)\to \phi '(x))}
꼴의 명제들만을 다룰 수 있는, 1차 논리를 약화시킨 논리이다.
정칙 범주의 내부 논리는 정칙 논리이다. 구체적으로, 정칙 범주 {\displaystyle {\mathcal {C}}}의 끝 대상 {\displaystyle 1\in {\mathcal {C}}}을 골랐을 때, 다음과 같은 대응이 존재한다.
| 정칙 논리 | 정칙 범주                                                                                           |
| --- | --------------------------------------------------------------------------------------------------- |
| 종류(영어: sort) | {\displaystyle {\mathcal {C}}}의 대상 {\displaystyle X\in {\mathcal {C}}}                           |
| {\displaystyle \forall (x:X),(x':X)\colon x=x'}인 종류 {\displaystyle X} | 끝 대상 {\displaystyle 1\in {\mathcal {C}}}                                                         |
| 종류 {\displaystyle X}의 상수 {\displaystyle c} | 사상 {\displaystyle c\colon 1\to X}                                                                 |
| 종류 {\displaystyle X\to Y}의 함수 {\displaystyle f} | 사상 {\displaystyle f\colon X\to Y}                                                                 |
| 함수의 합성 {\displaystyle f\circ g} | 사상의 합성 {\displaystyle f\circ g}                                                                |
| {\displaystyle \forall (x\colon X),(x'\colon X)\colon f(x)=f(x')\implies x=x'}가 성립하는 함수 {\displaystyle f} | 단사 사상 {\displaystyle f\colon X\hookrightarrow Y}                                                |
| 종류 {\displaystyle Y}에 대한 술어 {\displaystyle R(y)\iff \exists x\in X\colon f(x)=y} | 부분 대상 {\displaystyle f\colon X\hookrightarrow Y}                                                |
| {\displaystyle \forall (y\colon Y)\exists (x\colon X)\colon f(x)=y}가 성립하는 함수 {\displaystyle f} | 정칙 전사 사상 {\displaystyle f\colon X\twoheadrightarrow Y}                                        |
| {\displaystyle \forall (z,z'\colon X\times Y)\colon \pi _{X}(z)=\pi _{X}(z')\land \pi _{Y}(z)=\pi _{Y}(z')\implies z=z'}, {\displaystyle \forall (x\colon X)\forall (y\colon Y)\exists (z\colon X\times Y)\colon (\pi _{X}(z)=x\land \pi _{Y}(z)=y)} | 곱 {\displaystyle X{\overset {\pi _{X}}{\leftarrow }}X\times Y{\overset {\pi _{Y}}{\to }}Y}         |
| {\displaystyle \forall (x\colon X)\colon f(x)=g(x)\implies \exists (y:Y)\colon h(y)=x} | 동등자 {\displaystyle h\colon Y\hookrightarrow X{\overset {f}{\underset {g}{\rightrightarrows }}}Y} |

## 같이 보기
- 토포스

## 참고 문헌
- Barr, Michael; Grillet, Pierre A.; van Osdol, Donovan H. (1971). 《Exact categories and categories of sheaves》. Lecture Notes in Mathematics (영어) 236. Springer-Verlag. doi:10.1007/BFb0058579. ISSN 0075-8434.
- Butz, Carsten (1998년 10월). 《Regular categories and regular logic》. Centre for Basic Research in Computer Science Lecture Series (영어) 98–2. ISSN 1395-2048.
- Pedicchio, Maria Cristina; Tholen, Walter, 편집. (2004). 《Categorical foundations: special topics in order, topology, algebra, and sheaf theory》. Encyclopedia of Mathematics and its Applications (영어) 97. Cambridge University Press. doi:10.1017/CBO9781107340985. ISBN 0-521-83414-7. Zbl 1034.18001.